# Splice
Splice is een Canadees-Franse horror-sciencefictionfilm onder regie van Vincenzo Natali. De productie ging op 6 oktober 2009 in wereldpremière op het Filmfestival van Sitges. Daar won de film een prijs voor de beste speciale effecten. Actrice Delphine Chanéac won op het Vancouver Film Critics Circle Awards tevens de prijs voor beste bijrolspeelster in een Canadese film. Splice werd daarnaast genomineerd voor onder meer vier Genie's en twee Saturn Awards.

## Verhaal
De genetische wetenschappers Clive Nicoli (Adrien Brody) en zijn vriendin Elsa Kast (Sarah Polley) houden zich bezig met splicing. Daarmee proberen ze nieuwe, hybride diersoorten te creëren die door hun samenstelling van dienst kunnen zijn voor de medische wetenschap. Hun werk wordt gesubsidieerd door het commerciële Nucleic Exchange Research and Development (N.E.R.D.), dat eventuele ontdekte medicijnen op de markt wil brengen.
Het lukt Nicoli en Kast om een nieuw wezen te creëren dat voornamelijk bestaat uit lichaamsmassa en een staart, met daarin een van gif voorziene uitschuifbare stekel. Ze maken zowel een mannetje als een vrouwtje, die ze Fred en Ginger noemen. De wezens kunnen het direct prima met elkaar vinden. Ondertussen en zonder dat N.E.R.D het weet, zijn Nicoli en Kast al een stap verder gegaan door een wezen te creëren met ook menselijk DNA. Veel sneller dan ze hadden verwacht, komt er een nieuw wezen uit de incubator. Dat blijkt een vrouwelijk mensachtig wezentje met benen gevormd zoals die van een bok, relatief grote ogen met kruisvormige pupillen en dezelfde van een giftige stekel voorziene staart als Fred en Ginger.
Wanneer Nicoli en Kast Fred en Ginger willen tonen op een presentatie, loopt het fout. Zodra Fred en Ginger elkaar zien, slachten ze elkaar af. Ginger blijkt ongemerkt van geslacht te zijn veranderd en zag daarom in Fred geen partner meer, maar een rivaal en werd agressief. Nicoli en Kast moeten van N.E.R.D. stoppen met het creëren nieuwe wezens. In plaats daarvan moeten ze zich richten op het isoleren van nuttige proteïnen uit de overblijfselen van Fred en Ginger.
Nicoli en Kast noemen het wezentje Dren. Het groeit alleen enorm snel op tot en aangezien ze Dren in het geheim en tegen de wil van hun opdrachtgever in hebben gemaakt, verhuizen ze haar naar een afgelegen schuur. Daar voeden ze haar verder op terwijl ze haar verstopt houden voor de buitenwereld. Dren (Delphine Chanéac) ontwikkelt zich niettemin in een razend tempo door. Nicoli en Kast weten zich steeds minder raad met de vraag hoe ze hiermee om moeten gaan. Er werpen zich verschillende dilemma's op, zoals of ze Dren dezelfde opvoeding als een menselijk kind moeten geven en of ze haar nog wel allebei zien als het onderwerp van een onderzoek of als een surrogaat voor een eigen kind.

## Rolverdeling
- Adrien Brody - Clive Nicoli
- Sarah Polley - Elsa Kast
- Delphine Chanéac - Dren
- Brandon McGibbon - Gavin Nicoli
- Simona Maicanescu - Joan Chorot
- David Hewlett - William Barlow
- Abigail Chu - Child Dren

## Trivia
- De rol van Dren was voor actrice Chanéac haar eerste in een Engelstalige film. Ze hoeft hierin niettemin geen (verstaanbaar) woord te spreken.